# Remy (Oklahoma)
Remy é uma região censo-designada localizada no estado norte-americano de Oklahoma, no Condado de Sequoyah.

## Demografia
Segundo o censo norte-americano de 2000, a sua população era de 411 habitantes.

## Geografia
De acordo com o United States Census Bureau tem uma área de 33,5 quilômetros quadrados, dos quais 33,5 quilômetros quadrados cobertos por terra e 0,0 quilômetros quadrados cobertos por água.

## Localidades na vizinhança
O diagrama seguinte representa as localidades num raio de 12 quilômetros ao redor de Remy.